# 藤田車站
藤田車站（日语：／ Fujita eki */?）是一由東日本旅客鐵道（JR東日本）所經營的鐵路車站，位於日本福島縣伊達郡國見町山崎，是東北本線沿線的車站之一。藤田車站是一個由JR東日本委託子公司東北綜合服務（東北総合サービス）經營的業務委託車站，實際站務管理單位為福島車站，也是仙台分社下轄的車站之一。

## 車站結構
側式月台1面1線與島式月台1面2線，合計2面3線的地面車站。

### 月台配置
| 月台 | 路線      | 方向 | 目的地   | 備註     |
| ---- | --------- | ---- | -------- | -------- |
| 1    | ■東北本線 | 上行 | 福島方向 |          |
| 2    | ■東北本線 | 上行 | 福島方向 | 此站始發 |
| 2    | ■東北本線 | 下行 | 白石方向 | 部分列車 |
| 3    | ■東北本線 | 下行 | 白石方向 |          |

## 相鄰車站
東日本旅客鐵道
■東北本線
□快速「仙台城市快速」
桑折－藤田－白石
■普通
桑折－藤田－貝田

## 外部連結
- （日語）藤田車站（JR東日本）（页面存档备份，存于）